# Мельников, Николай Кириллович
Николай Кириллович Мельников (1922—1993) — лейтенант Советской Армии, участник Великой Отечественной войны, Герой Советского Союза (1944).

## Биография
Николай Мельников родился 10 декабря 1922 года в селе Касторное (ныне — посёлок в Курской области). Окончил среднюю школу. В 1941 году Мельников был призван на службу в Рабоче-крестьянскую Красную Армию. С июня 1943 года — на фронтах Великой Отечественной войны. В ноябре 1943 года в воздушном бою над Керченским полуостровом был подбит и ранен, однако сумел совершить посадку.
К февралю 1944 года лейтенант Николай Мельников командовал звеном 210-го штурмового авиаполка 230-й штурмовой авиадивизии 4-й воздушной армии. К тому времени он совершил 95 боевых вылетов на штурмовку и воздушную разведку скоплений боевой техники и живой силы противника, его важных объектов, нанеся ему большие потери.
Указом Президиума Верховного Совета СССР от 1 июля 1944 года за «мужество и героизм, проявленные при нанесении штурмовых ударов по врагу», лейтенант Николай Мельников был удостоен высокого звания Героя Советского Союза с вручением ордена Ленина и медали «Золотая Звезда».
В октябре 1947 года Мельников был уволен в запас. Член КПСС с 1953 года. Проживал и работал в Касторном Курской области. Умер 13 мая 1993 года.
Был также награждён орденами Красного Знамени, Отечественной войны 1-й и 2-й степеней, Красной Звезды, рядом медалей.